# Go satane go
Go satane go je sedmé studiové album české rockové skupiny Kabát.

## Seznam skladeb
| Pořadí         | Název                            | Autor                   | Délka |
| -------------- | -------------------------------- | ----------------------- | ----- |
| 1.             | Sníh padá sníh                   | Ota Váňa · Milan Špalek | 0:54  |
| 2.             | Go satane go                     | Špalek · Špalek         | 2:17  |
| 3.             | V pekle sudy válej               | Tomáš Krulich · Špalek  | 3:01  |
| 4.             | Na sever                         | Váňa, Špalek · Špalek   | 3:30  |
| 5.             | Mravenci                         | Krulich · Špalek        | 3:16  |
| 6.             | Kanibal Hanibal                  | Váňa · Špalek           | 2:56  |
| 7.             | Rodinnej tank                    | Váňa · Špalek           | 2:27  |
| 8.             | Bára                             | Krulich · Špalek        | 3:14  |
| 9.             | Bum bum tequila                  | Krulich · Špalek        | 2:17  |
| 10.            | Ber                              | Váňa · Špalek           | 3:08  |
| 11.            | Ohroženej druh                   | Váňa · Špalek           | 3:17  |
| 12.            | Odbilo nám klekání               | Krulich · Špalek        | 2:30  |
| 13.            | Slibem nezarmoutíš               | Váňa · Špalek           | 1:23  |
| 14.            | Rio Grande (Ta co tančí s vlkem) | Špalek · Špalek         | 2:32  |
| Celková délka: | Celková délka:                   | Celková délka:          | 38:07 |

## Obsazení
Kabát
- Josef Vojtek – zpěv, sbory
- Milan Špalek – baskytara, zpěv, sbory
- Ota Váňa – kytara, sbor
- Tomáš Krulich – kytara
- Radek "Hurvajs" Hurčík – bicí

Hosté
- Richard Šmarda Dvořák – honky tonk piano ("Rio Grande")
- Jaroslav Olin Nejezchleba – violoncello ("Na sever")
- Milan Cimfe – baskytara, perkuse, programming
- Bohouš Josef – valcha ("Mravenci")
- Dětský sbor Ventilky

Produkce
- Milan Cimfe, Kabát – produkce
- Pavel Karlík a Milan Cimfe – mix a mastering
- Power fot Support, Miloslav Dvořák, pan Tlustý – cover design
- Robert Tichý – photo